# Clan of Tubal Cain
The Clan of Tubal Cain är en nyreligiös rörelse grundad av Roy Bowers (under pseudonymen Robert Cochrane, 1931-1966). Den växte fram under 1950- och 60-talet ur folklore, inte minst bland det brittiska resandefolket, samt vid tidpunkten gängse föreställningar om en forntida häxreligion. Robert Graves mytopoetiska verk The White Goddess, medeltida walesisk poesi och fornnordiska myter har också varit inflytelserika källor till rörelsen.